# روزگار غم‌بار ملوانی
روزگار غم‌بار ملوانی (انگلیسی: Navy Blue Days) یک فیلم کمدی آمریکایی به کارگردانی اسکات پمبروک و جو راک است که در سال ۱۹۲۵ منتشر شد. از بازیگران این فیلم می‌توان به استن لورل و گلن کاوندر اشاره کرد.